# Circus Knie
A Circus Knie (magyarul: Knie Cirkusz vagy Svájci Nemzeti Cirkusz, németül: Schweizer National-Circus Knie, franciául: Cirque National Suisse Knie) Svájc legnagyobb utazócirkusza. Székhelye Rapperswil.
A cirkuszt 1803-ban alapította a Knie család és jelenlegi formájában (mint sátorcirkusz) 1919 óta működik. Ma a cirkusz egy olyan vállalkozás, amely mintegy 200 főt foglalkoztat. Jelenleg Fredy Knie Jnr. és Franco Knie vezeti a cirkuszt. Saját állatkertje is van, mely a Knie's Kinderzoo nevet viseli. 
Stefánia monacói hercegnő 2001-ben és 2002-ben látogatást tett a cirkuszban.

## Galéria

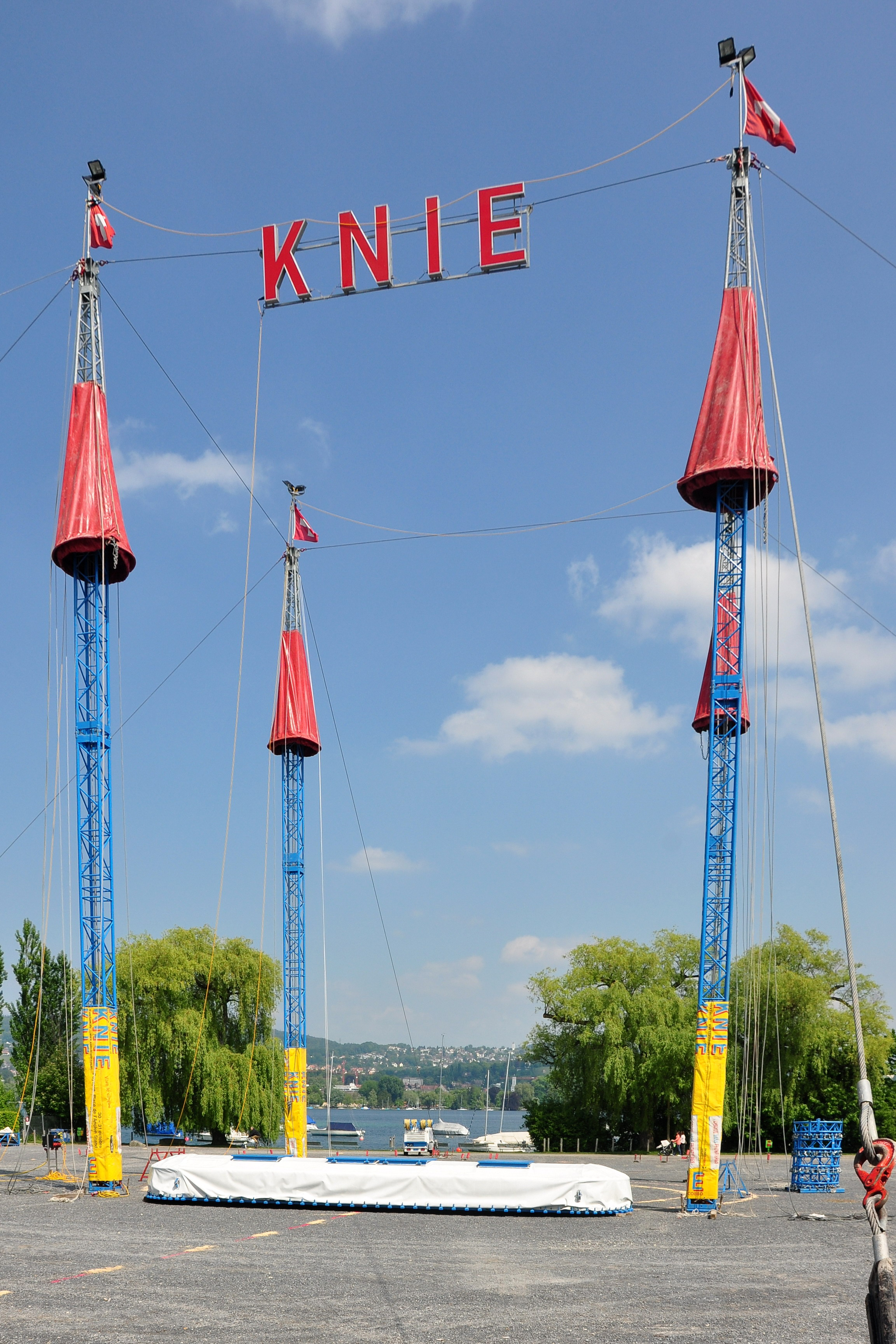
Az építés kezdetei, már áll a négy tartóoszlop.
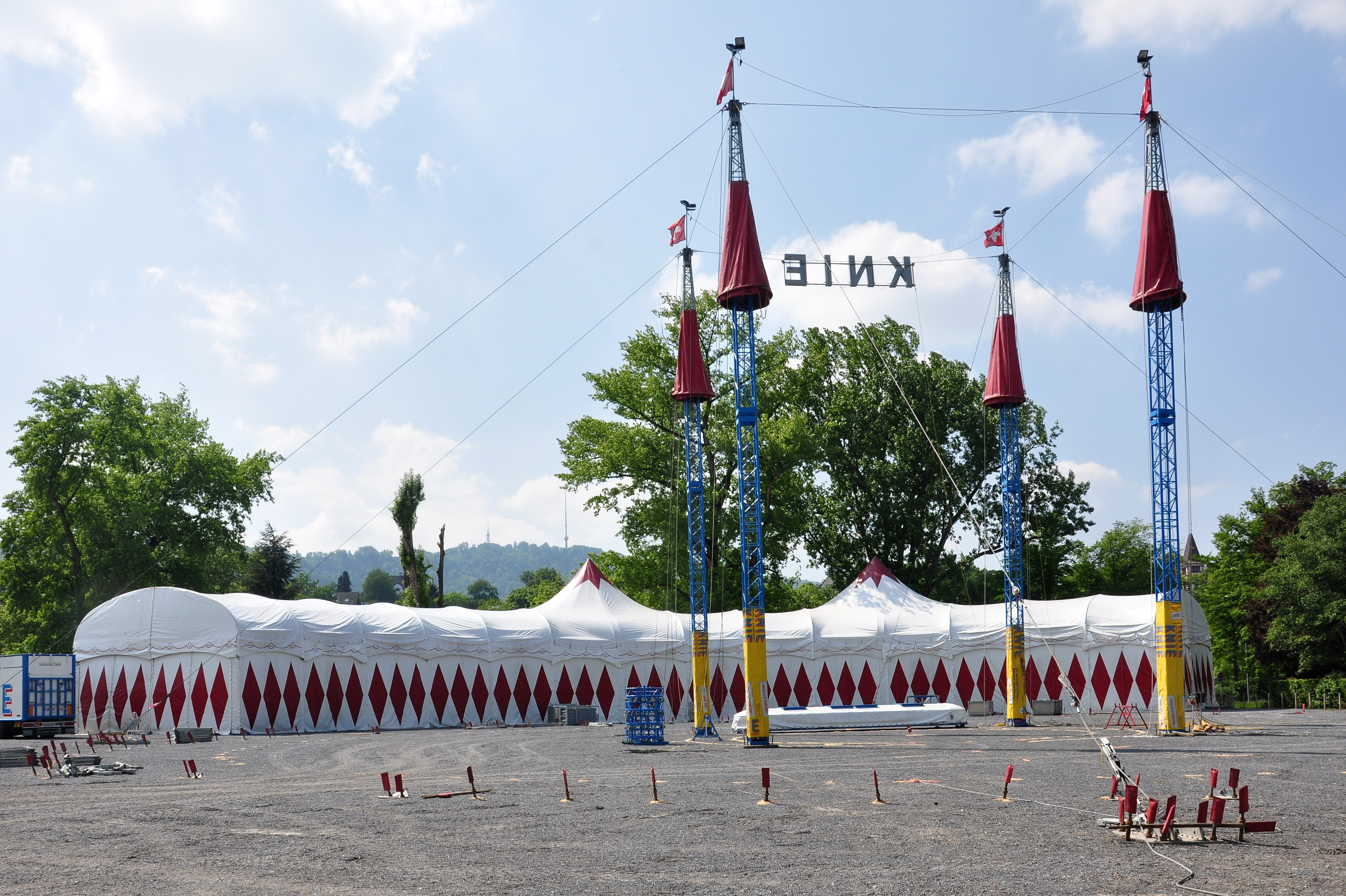
"Elkészült" a büfésátor.
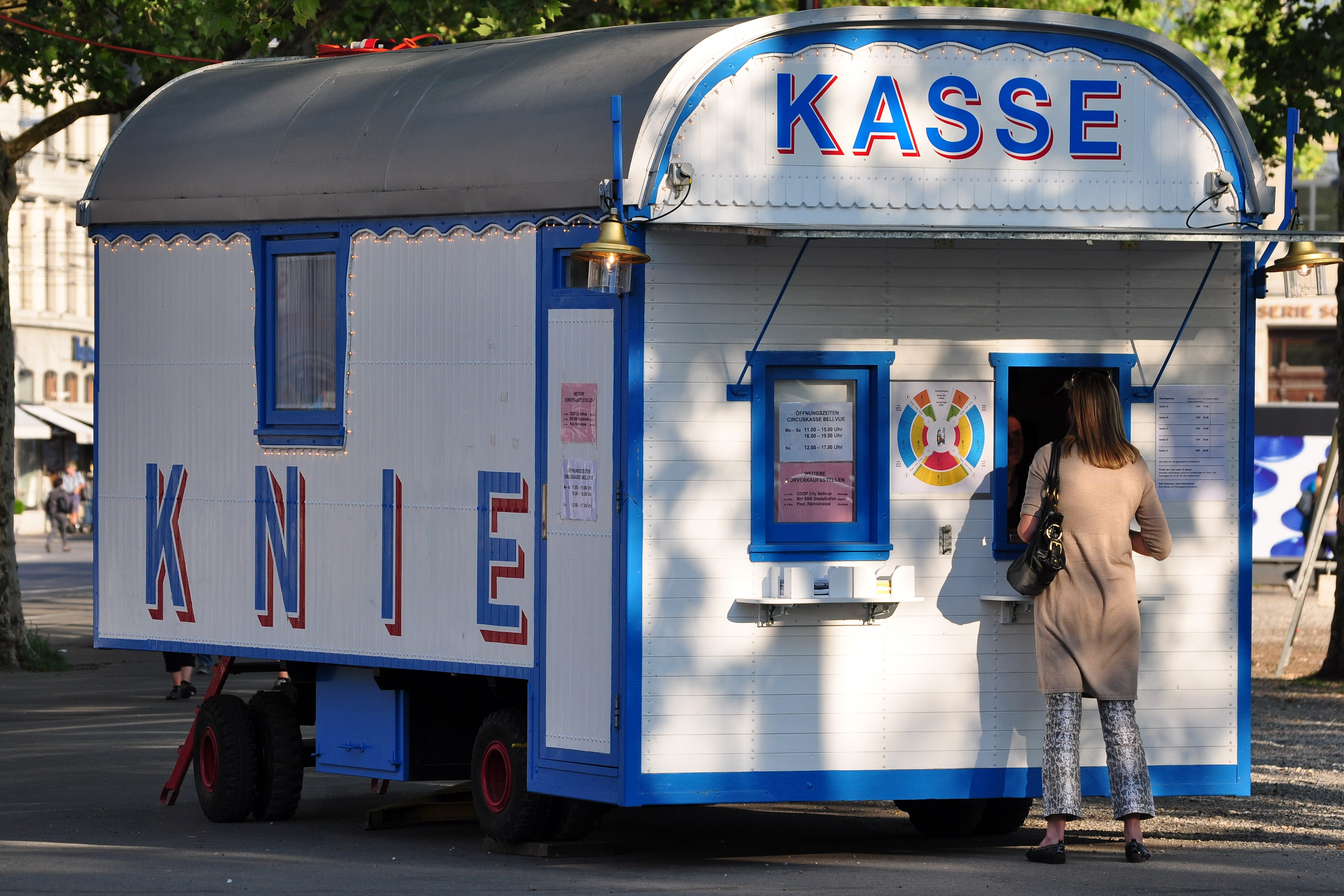
Jegypénztár
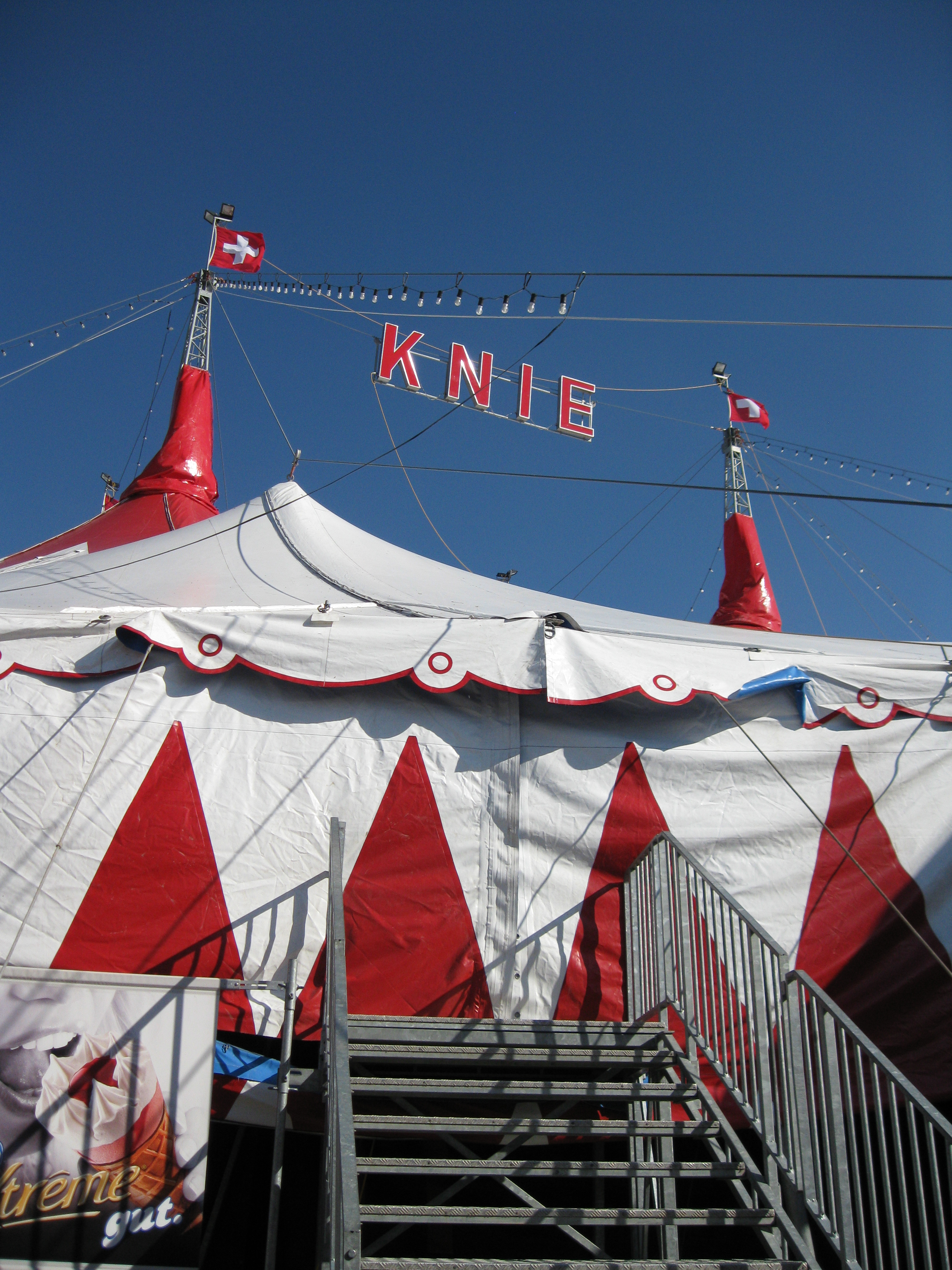
A cirkusz sátra elölről...
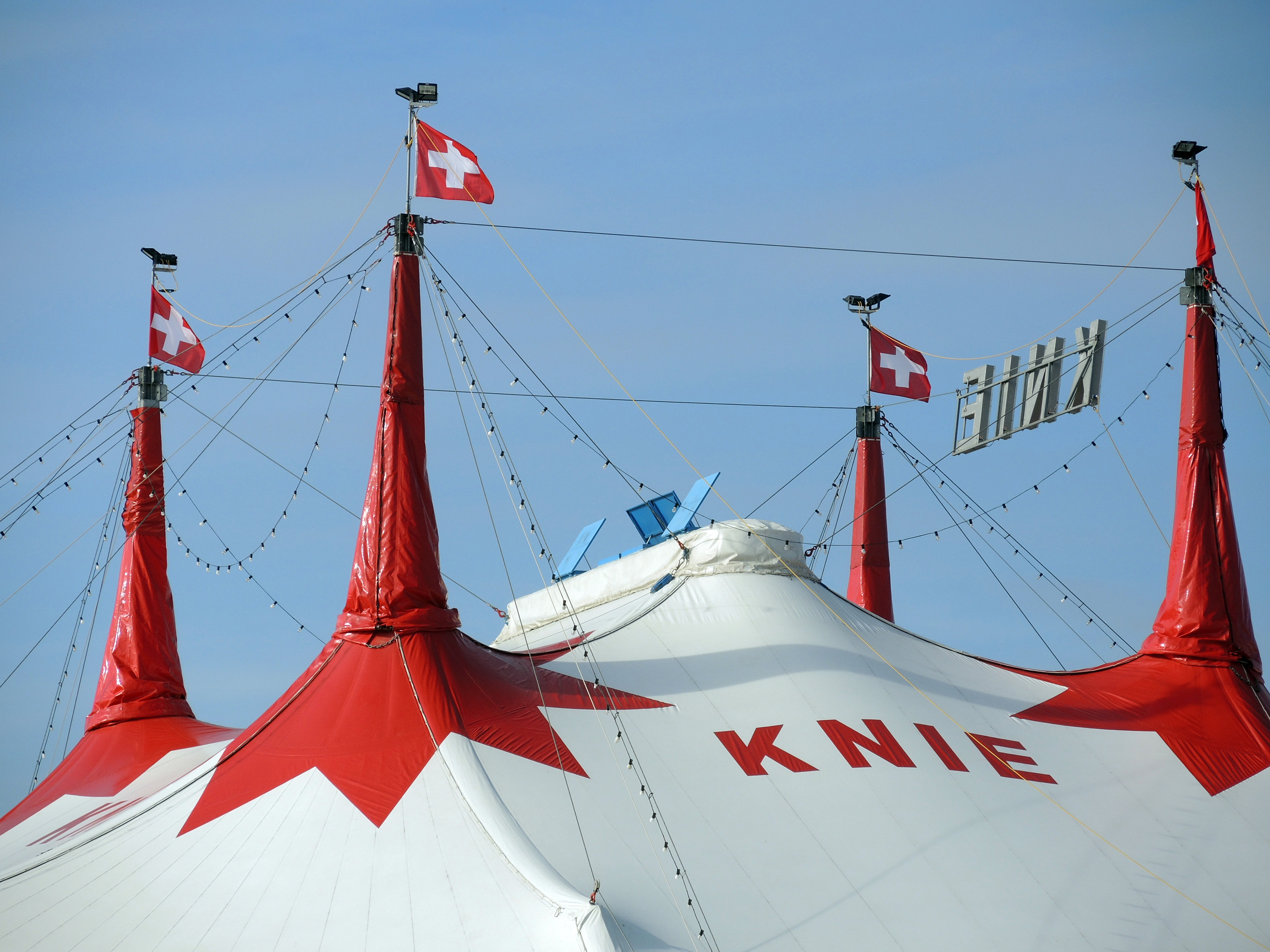
...oldalról...
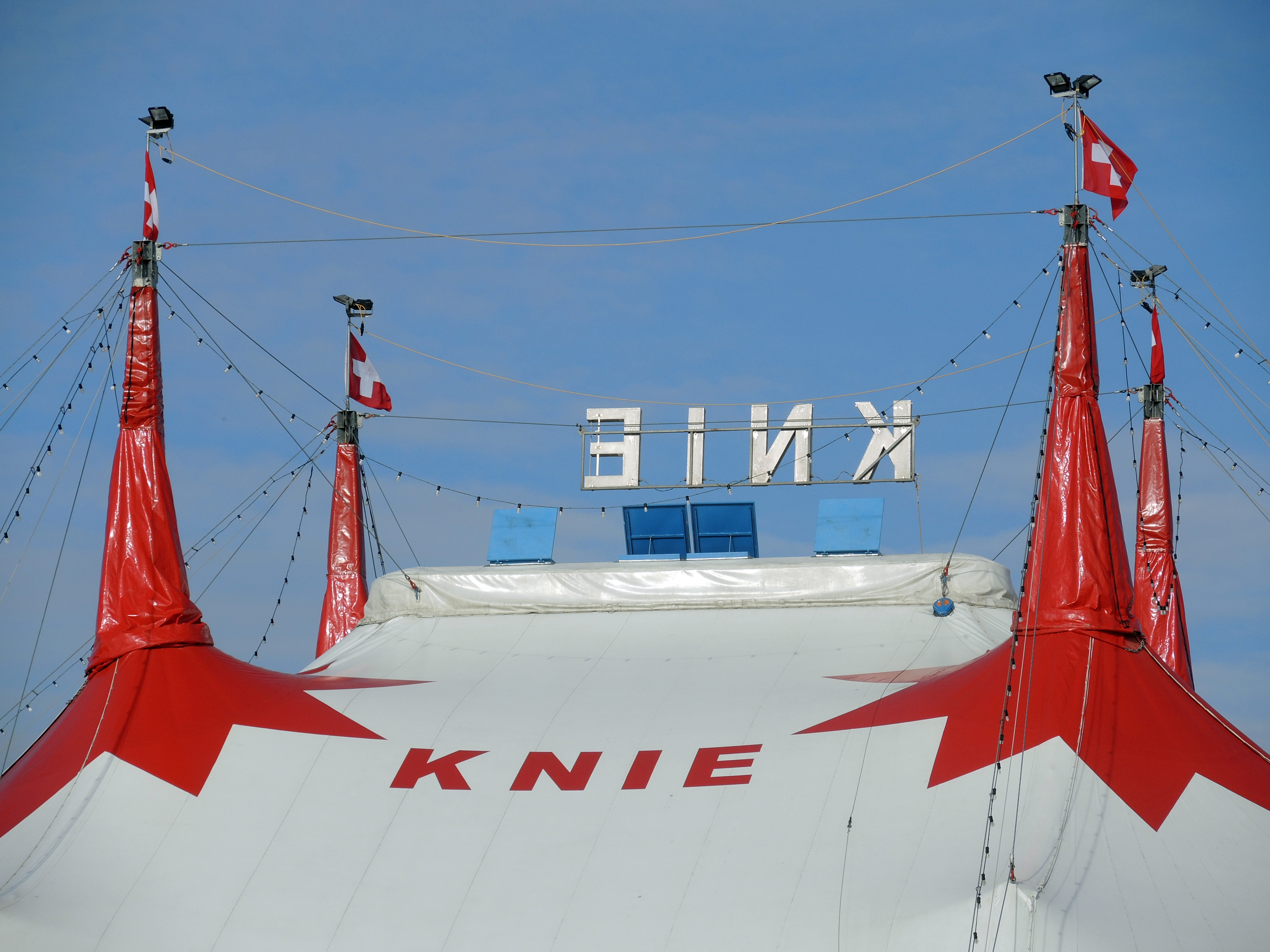
...és hátulról.
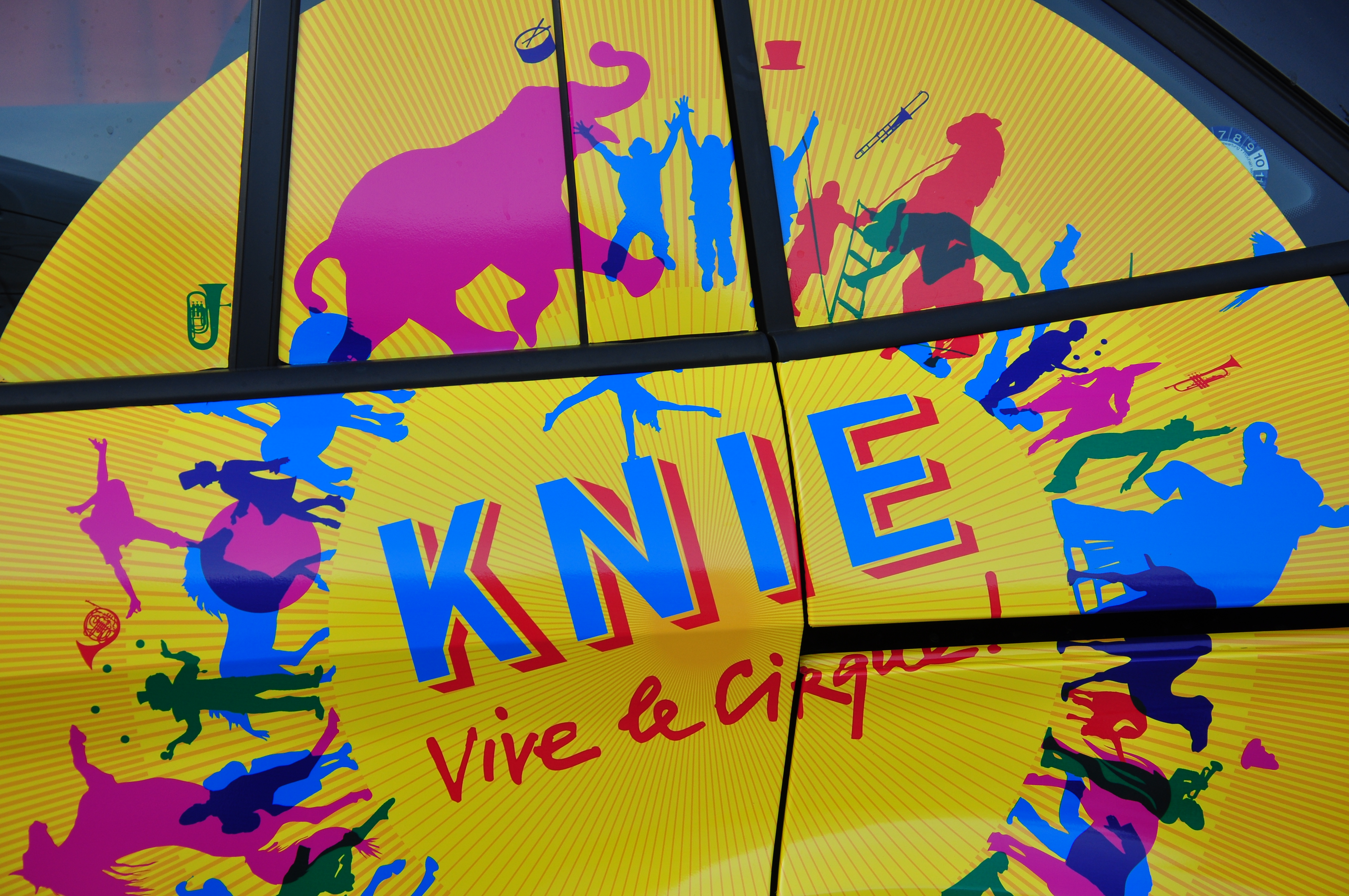
2011-es hirdetőplakát

## Knie's Kinderzoo
|  |  |  |

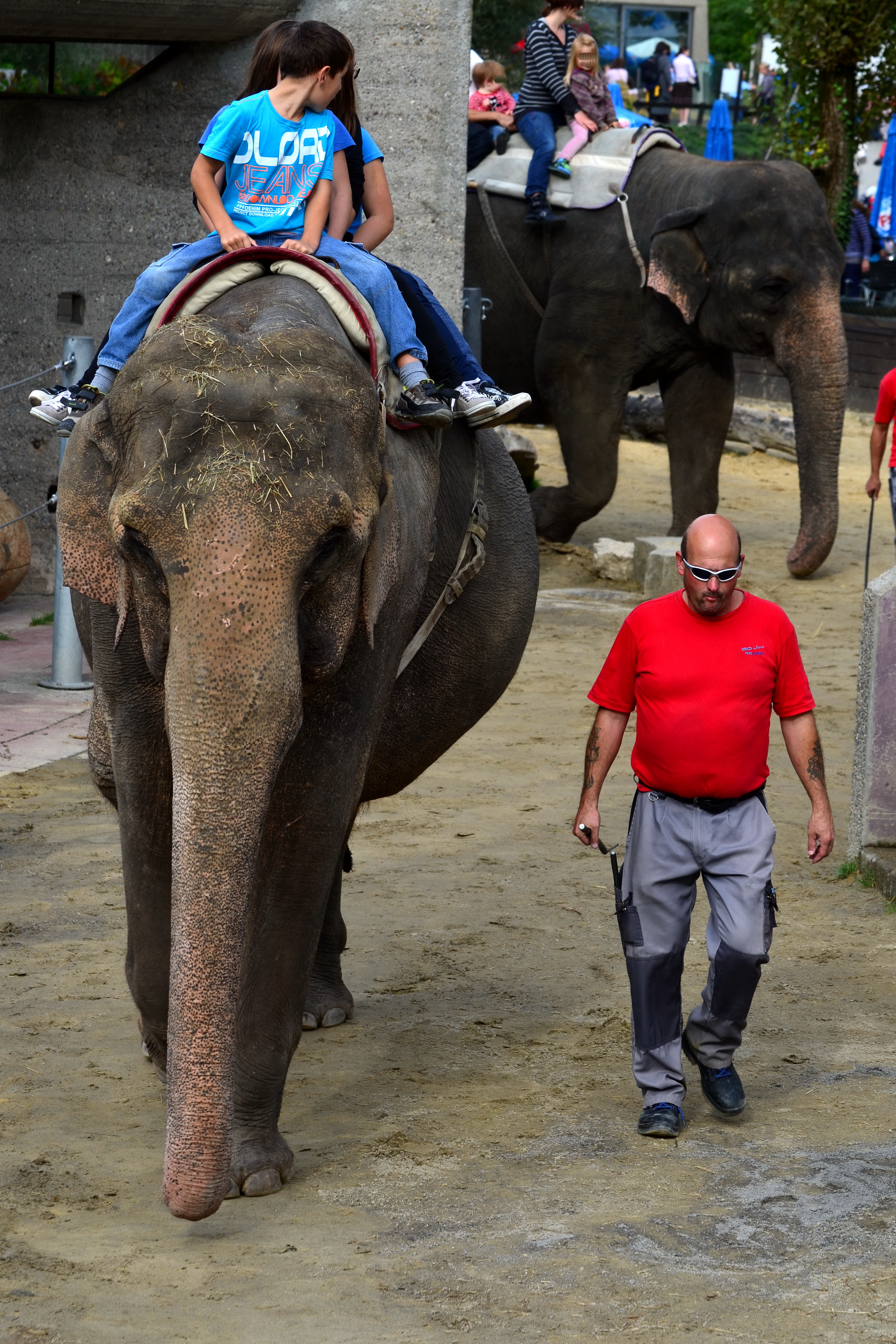
Elefánt "lovaglás"

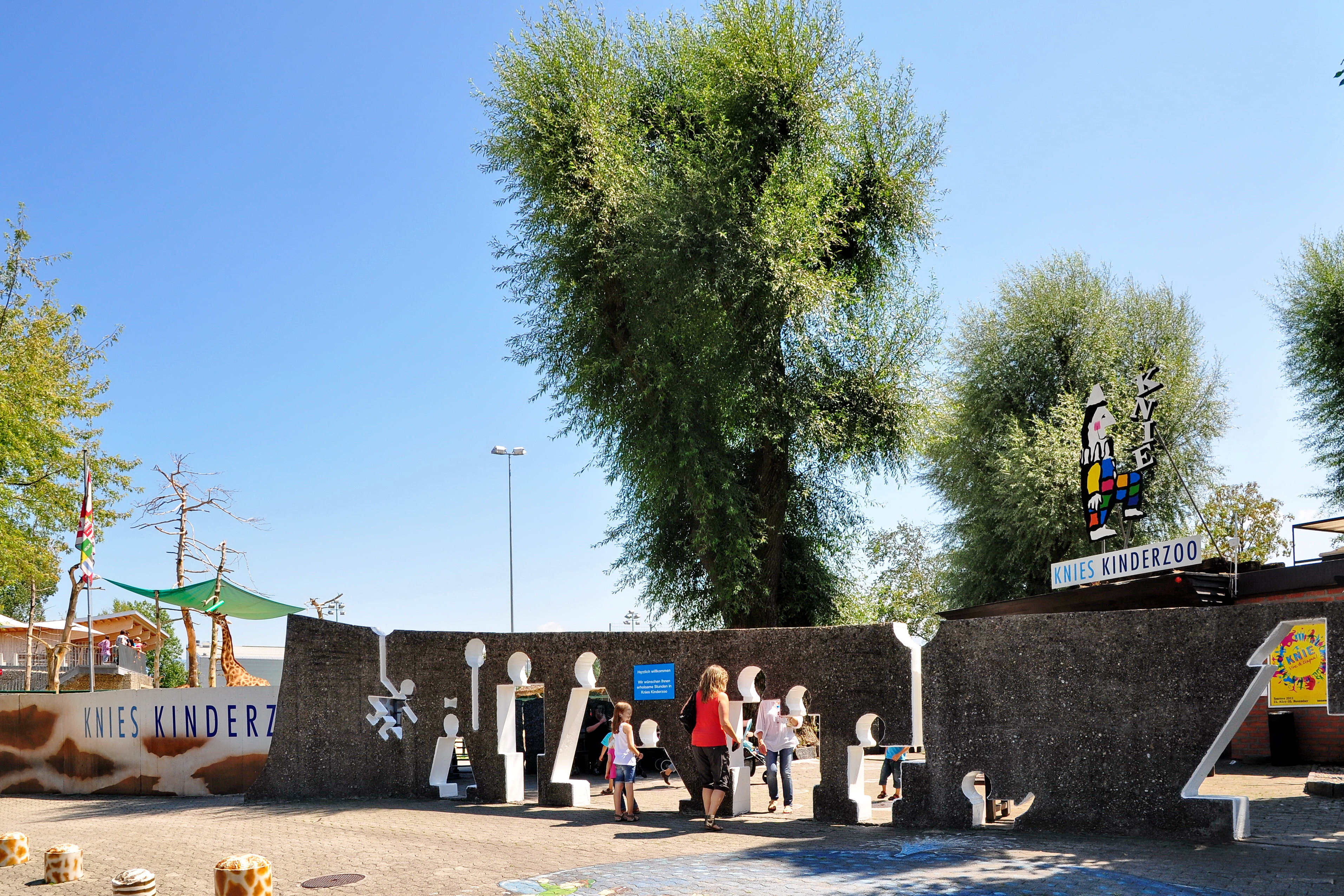
Bejárat

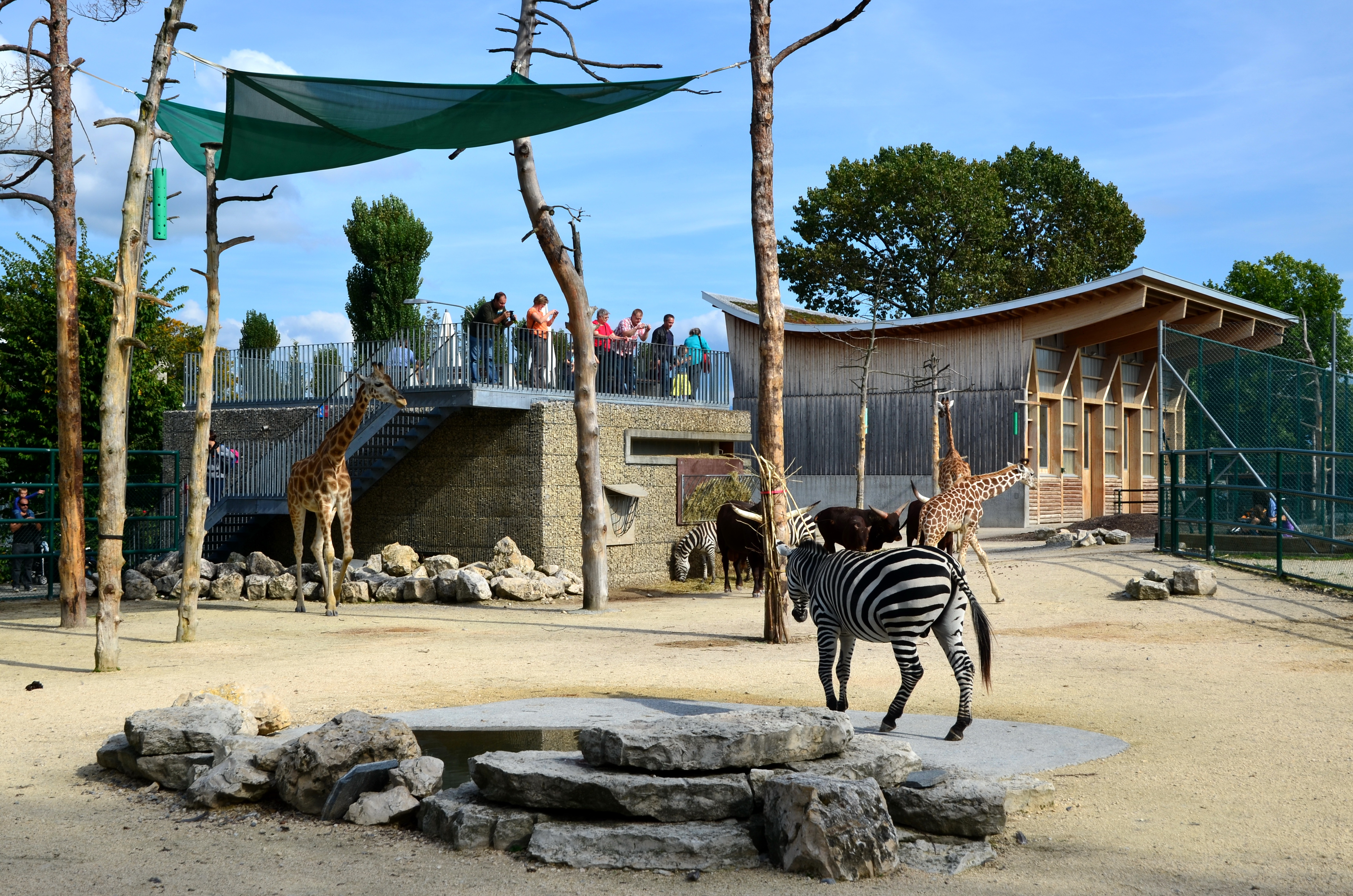
Zebrakifutó

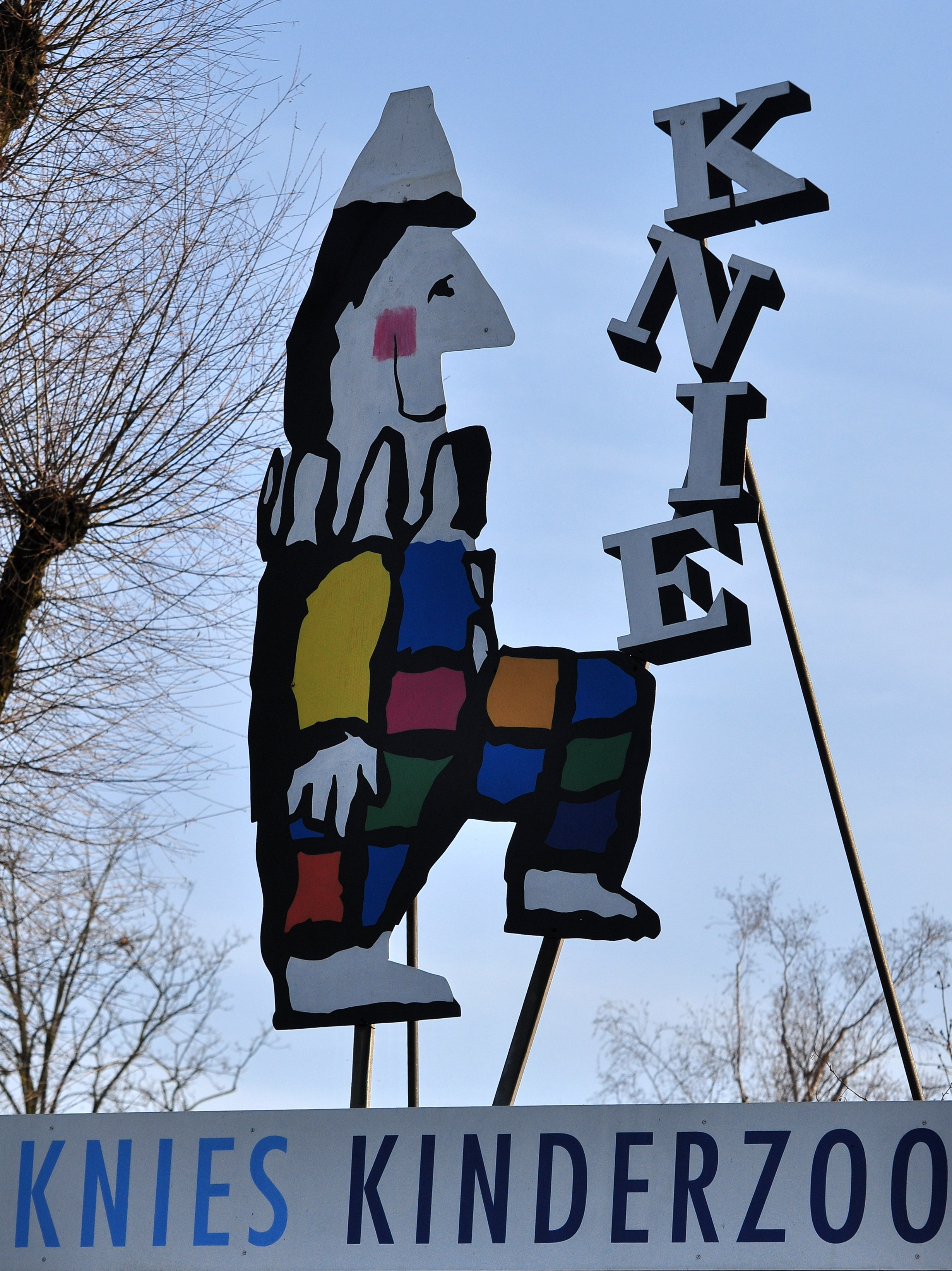
Az állatkert cégére

1962-ben  Fredy Knie Sr. és Rolf Knie megnyitotta a cirkusz saját állatkertjét, Rapperswil-ben. A látogatók több mint 400 állatot tekinthetnek meg a világ minden tájáról. Az állatkert általában márciustól októberig minden nap nyitva tart, beleértve a vasárnapokat és ünnepnapokat is. Lehetőség van elefánt- és pónilovaglásra, tevegélesre, az állatok megetetésére vagy egy oroszlánfókával közös fotót készíttetni.

## Érdekességek
- A 2013-as műsorban fellépett Steve Eleky magyar származású komikus zsonglőr.

## Turnévideók
- A Circus Knie 2013-as műsora. YouTube
- A Circus Knie 2012-es műsora. YouTube
- A Circus Knie 2011-es műsora. YouTube
- A Circus Knie 2010-es műsora. YouTube
- A Circus Knie 2009-es műsora. YouTube
- A Circus Knie 2008-as műsora. YouTube
- A Circus Knie 2007-es műsora. YouTube
- A Circus Knie 2006-os műsora. YouTube

## Fordítás
- Ez a szócikk részben vagy egészben  a   Circus Knie című angol Wikipédia-szócikk fordításán alapul.  Az eredeti cikk szerkesztőit annak laptörténete sorolja fel. Ez a jelzés csupán a megfogalmazás eredetét és a szerzői jogokat jelzi, nem szolgál a cikkben szereplő információk forrásmegjelöléseként.